# Кубок світу з регбі-15 2019
Дев'ятий кубок світу з регбі-15 проходив з 20 вересня по 2 листопада 2019 року в Японії під егідою організації Світове регбі.
8 травня 2009 року було оголошено трьох потенційних господарів: Італію, Південну Африку та Японію.
На спеціальному засіданні Міжнародної ради регбі, яке відбулося 28 липня 2009, затверджено рішення, що господарем Кубка світу 2015 року стане Англія, а Японія отримає Кубок світу 2019 року (співвідношення голосів за і проти 16–10).

## Груповий етап
20 команд розділено на чотири групи. У кожній групі команди один раз грають між собою по колу, що складає 10 матчів. За перемогу команда отримує 4 очки, за нічию два, і за поразку нуль. Якщо команда здійснює більше чотирьох спроб в грі, вона отримує бонусне очко. Бонусне очко також присуджується у разі програшу з рахунком менше ніж 7 очок. Очки додаються, якщо виконуються обидва критерії. Дві команди з найбільшою кількістю очок проходять у чвертьфінал. Три перші команди групи отримують автоматичну кваліфікацію на Кубок світу з  регбі-15 2023.
Критерії у разі рівності очок
У разі, коли дві або більше команди набирають однакову кількість очок, застосовуються наступні правила:
1. Переможець матчу між собою
2. Різниця ігрових очок у всіх матчах групи
3. Різниця кількості спроб у всіх матчах групи
4. Кількість очок у всіх матчах групи
5. Кількість спроб у всіх матчах групи
6. Офіційний світовий рейтинг станом на 14 жовтня 2019 року

Якщо однакову кількість очок набрали три команди, вказані критерії використовуються для визначення першого місця, а тоді ті ж критерії (починаючи з критерію 1) визначають друге місце.
І = кількість зіграних ігор; В = перемог; Н = кількість нічиїх; П = кількість програшів; Сп = кількість спроб; Оч = кількість ігрових очок; Шт = кількість пропущених очок; +/− = різниця набраних і пропущених; Бон = кількість бонусних очок; ОЧК = кількість матчевих очок

### Група A

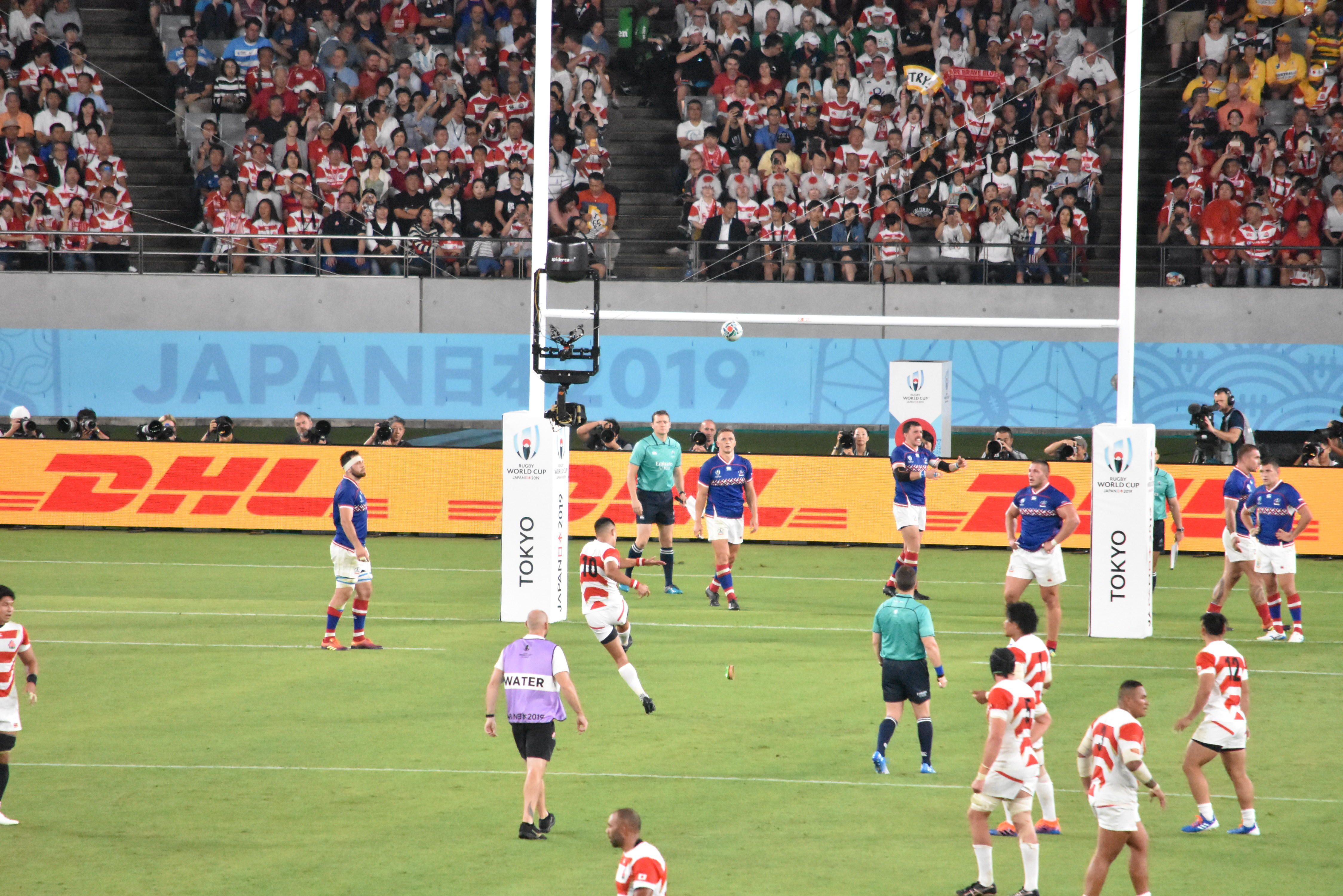
Збірна Японії грає зі збірною Росії на Tokyo Stadium, Тьофу.

| Команда   | І | В | Н | П | Сп | Оч  | Шт  | +/−  | Бон | ОЧК |
| --------- | - | - | - | - | -- | --- | --- | ---- | --- | --- |
| Японія    | 4 | 4 | 0 | 0 | 13 | 115 | 62  | +53  | 3   | 19  |
| Ірландія  | 4 | 3 | 0 | 1 | 18 | 121 | 27  | +94  | 4   | 16  |
| Шотландія | 4 | 2 | 0 | 2 | 16 | 119 | 55  | +64  | 3   | 11  |
| Самоа     | 4 | 1 | 0 | 3 | 8  | 58  | 128 | –70  | 1   | 5   |
| Росія     | 4 | 0 | 0 | 4 | 1  | 19  | 160 | –141 | 0   | 0   |

| 20 вересня 2019 | Японія    | 30–10 | Росія     | Tokyo Stadium, Тьофу                       |
| 22 вересня 2019 | Ірландія  | 27–3  | Шотландія | Йокогамський міжнародний стадіон, Йокогама |
| 24 вересня 2019 | Росія     | 9–34  | Самоа     | Kumagaya Rugby Stadium, Кумаґая            |
| 28 вересня 2019 | Японія    | 19–12 | Ірландія  | Shizuoka Stadium Ecopa, Фукурой            |
| 30 вересня 2019 | Шотландія | 34–0  | Самоа     | Kobe Misaki Stadium, Кобе                  |
| 3 жовтня 2019   | Ірландія  | 35–0  | Росія     | Kobe Misaki Stadium, Кобе                  |
| 5 жовтня 2019   | Японія    | 38–19 | Самоа     | City of Toyota Stadium, Тойота             |
| 9 жовтня 2019   | Шотландія | 61–0  | Росія     | Shizuoka Stadium Ecopa, Фукурой            |
| 12 жовтня 2019  | Ірландія  | 47–5  | Самоа     | Fukuoka Hakatanomori Stadium, Фукуока      |
| 13 жовтня 2019  | Японія    | 28–21 | Шотландія | Йокогамський міжнародний стадіон, Йокогама |

### Група B
| Команда       | І | В | Н | П | Сп | Оч  | Шт  | +/−  | Бон | ОЧК |
| ------------- | - | - | - | - | -- | --- | --- | ---- | --- | --- |
| Нова Зеландія | 4 | 3 | 1 | 0 | 22 | 157 | 22  | +135 | 2   | 16  |
| ПАР           | 4 | 3 | 0 | 1 | 27 | 185 | 36  | +149 | 3   | 15  |
| Італія        | 4 | 2 | 1 | 1 | 14 | 98  | 78  | +20  | 2   | 12  |
| Намібія       | 4 | 0 | 1 | 3 | 3  | 34  | 175 | –141 | 0   | 2   |
| Канада        | 4 | 0 | 1 | 3 | 2  | 14  | 177 | –163 | 0   | 2   |

| 21 вересня 2019 | Нова Зеландія | 23–13 | ПАР     | Йокогамський міжнародний стадіон, Йокогама   |
| 22 вересня 2019 | Італія        | 47–22 | Намібія | Hanazono Rugby Stadium, Хіґасі-Осака         |
| 26 вересня 2019 | Італія        | 48–7  | Канада  | Fukuoka Hakatanomori Stadium, Фукуока        |
| 28 вересня 2019 | ПАР           | 57–3  | Намібія | City of Toyota Stadium, Тойота               |
| 2 жовтня 2019   | Нова Зеландія | 63–0  | Канада  | Ōita Stadium, Ōita                           |
| 4 жовтня 2019   | ПАР           | 49–3  | Італія  | Shizuoka Stadium Ecopa, Фукурой              |
| 6 жовтня 2019   | Нова Зеландія | 71–9  | Намібія | Tokyo Stadium, Тьофу                         |
| 8 жовтня 2019   | ПАР           | 66–7  | Канада  | Kobe Misaki Stadium, Кобе                    |
| 12 жовтня 2019  | Нова Зеландія | 0–01  | Італія  | City of Toyota Stadium, Тойота               |
| 13 жовтня 2019  | Намібія       | 0–02  | Канада  | Kamaishi Recovery Memorial Stadium, Kamaishi |

### Група C
| Команда   | І | В | Н | П | Сп | Оч  | Шт  | +/−  | Бон | ОЧК |
| --------- | - | - | - | - | -- | --- | --- | ---- | --- | --- |
| Англія    | 4 | 3 | 1 | 0 | 17 | 119 | 20  | +99  | 3   | 17  |
| Франція   | 4 | 3 | 1 | 0 | 9  | 79  | 51  | +28  | 1   | 15  |
| Аргентина | 4 | 2 | 0 | 2 | 14 | 106 | 91  | +15  | 3   | 11  |
| Тонга     | 4 | 1 | 0 | 3 | 9  | 67  | 105 | −38  | 2   | 6   |
| США       | 4 | 0 | 0 | 4 | 7  | 52  | 156 | −104 | 0   | 0   |

| 21 вересня 2019 | Франція   | 23–21 | Аргентина | Tokyo Stadium, Тьофу                       |
| 22 вересня 2019 | Англія    | 35–3  | Тонга     | Sapporo Dome, Саппоро                      |
| 26 вересня 2019 | Англія    | 45–7  | США       | Kobe Misaki Stadium, Кобе                  |
| 28 вересня 2019 | Аргентина | 28–12 | Тонга     | Hanazono Rugby Stadium, Хіґасі-Осака       |
| 2 жовтня 2019   | Франція   | 33–9  | США       | Fukuoka Hakatanomori Stadium, Фукуока      |
| 5 жовтня 2019   | Англія    | 39–10 | Аргентина | Tokyo Stadium, Тьофу                       |
| 6 жовтня 2019   | Франція   | 23–21 | Тонга     | Kumamoto Stadium, Kumamoto                 |
| 9 жовтня 2019   | Аргентина | 47–17 | США       | Kumagaya Rugby Stadium, Кумаґая            |
| 12 жовтня 2019  | Англія    | 0–01  | Франція   | Йокогамський міжнародний стадіон, Йокогама |
| 13 жовтня 2019  | США       | 19–31 | Тонга     | Hanazono Rugby Stadium, Хіґасі-Осака       |

### Група D
| Команда   | І | В | Н | П | Сп | Оч  | Шт  | +/− | Бон | ОЧК |
| --------- | - | - | - | - | -- | --- | --- | --- | --- | --- |
| Уельс     | 4 | 4 | 0 | 0 | 17 | 136 | 69  | +67 | 3   | 19  |
| Австралія | 4 | 3 | 0 | 1 | 20 | 136 | 68  | +68 | 4   | 16  |
| Фіджі     | 4 | 1 | 0 | 3 | 17 | 110 | 108 | +2  | 3   | 7   |
| Грузія    | 4 | 1 | 0 | 3 | 9  | 65  | 122 | −57 | 1   | 5   |
| Уругвай   | 4 | 1 | 0 | 3 | 6  | 60  | 140 | −80 | 0   | 4   |

| 21 вересня 2019 | Австралія | 39–21 | Фіджі   | Sapporo Dome, Саппоро                        |
| 23 вересня 2019 | Уельс     | 43–14 | Грузія  | City of Toyota Stadium, Тойота               |
| 25 вересня 2019 | Фіджі     | 27–30 | Уругвай | Kamaishi Recovery Memorial Stadium, Kamaishi |
| 29 вересня 2019 | Грузія    | 33–7  | Уругвай | Kumagaya Rugby Stadium, Кумаґая              |
| 29 вересня 2019 | Австралія | 25–29 | Уельс   | Tokyo Stadium, Тьофу                         |
| 3 жовтня 2019   | Грузія    | 10–45 | Фіджі   | Hanazono Rugby Stadium, Хіґасі-Осака         |
| 5 жовтня 2019   | Австралія | 45–10 | Уругвай | Ōita Stadium, Ōita                           |
| 9 жовтня 2019   | Уельс     | 29–17 | Фіджі   | Ōita Stadium, Ōita                           |
| 11 жовтня 2019  | Австралія | 27–8  | Грузія  | Shizuoka Stadium Ecopa, Фукурой              |
| 13 жовтня 2019  | Уельс     | 35–13 | Уругвай | Kumamoto Stadium, Kumamoto                   |

## Етап з вибуванням
Етап складався з трьох кіл, кількість команд у яких скорочувалася аж до фіналу й матчу за третє місце. У разі нічиєї в основний час правила змагань передбачали два 5-хвилинні додаткові тайми. Якщо ж і після додаткових періодів рахунок залишиться нічийним, граються ще два дотакові періоди, в яких команда, що здобула будь-які очки, стає переможцем. Якщо рахунок залишиться нічийним і після цих додаткових таймів, переможця повинні визначити пенальті.
|  | Чвертьфінали      | Чвертьфінали         |                        |    | Півфінали | Півфінали |  |  | Фінал | Фінал |
|  |                   |                      |                        |    |           |           |  |  |       |       |
|  | 19 жовтня – Ойта  |                      |                        |    |           |           |  |  |       |       |
|  |                   |                      |                        |    |           |           |  |  |       |       |
|  | Англія            | 40                   |                        |    |           |           |  |  |       |       |
|  | Англія            | 40                   | 26 жовтня — Йокогама   |    |           |           |  |  |       |       |
|  | Австралія         | 16                   |                        |    |           |           |  |  |       |       |
|  | Австралія         | 16                   | Англія                 | 19 |           |           |  |  |       |       |
|  | 19 жовтня — Тьофу |                      | Англія                 | 19 |           |           |  |  |       |       |
|  |                   | Нова Зеландія        | 7                      |    |           |           |  |  |       |       |
|  | Нова Зеландія     | Нова Зеландія        | 7                      | 46 |           |           |  |  |       |       |
|  | Нова Зеландія     |                      | 2 листопада — Йокогама | 46 |           |           |  |  |       |       |
|  | Ірландія          | 14                   |                        |    |           |           |  |  |       |       |
|  | Ірландія          | 14                   | Англія                 | 12 |           |           |  |  |       |       |
|  | 20 жовтня — Ойта  |                      | Англія                 | 12 |           |           |  |  |       |       |
|  |                   | ПАР                  | 32                     |    |           |           |  |  |       |       |
|  | Уельс             | ПАР                  | 32                     | 20 |           |           |  |  |       |       |
|  | Уельс             | 27 жовтня — Йокогама |                        | 20 |           |           |  |  |       |       |
|  | Франція           | 19                   |                        |    |           |           |  |  |       |       |
|  | Франція           | 19                   | Уельс                  | 16 |           |           |  |  |       |       |
|  | 20 жовтня — Тьофу |                      | Уельс                  | 16 |           |           |  |  |       |       |
|  |                   | ПАР                  | 19                     |    | Фінал     | Фінал     |  |  |       |       |
|  | Японія            | ПАР                  | 19                     | 3  | Фінал     | Фінал     |  |  |       |       |
|  | Японія            |                      | 1 листопада — Тьофу    | 3  |           |           |  |  |       |       |
|  | ПАР               | 26                   |                        |    |           |           |  |  |       |       |
|  | ПАР               | 26                   | Нова Зеландія          | 40 |           |           |  |  |       |       |
|  |                   |                      |                        |    |           |           |  |  |       |       |
|  | Уельс             | 17                   |                        |    |           |           |  |  |       |       |
|  | Уельс             | 17                   |                        |    |           |           |  |  |       |       |

### Чвертьфінали
| 19 жовтня 2019 16:15 JST (UTC+09) |

| Англія | 40–16    | Австралія                                                                                        |
| --- | -------- | ------------------------------------------------------------------------------------------------ |
| Спроби: Мей (2) 18' c, 21' c Сінклер 46' c Вотсон 76' c Реалізації: Фаррелл (4/4) 19', 23', 47', 77' Штрафні: Фаррелл (4/4) 30', 51', 66', 73' | Протокол | Спроби: Короїбете 43' c Реалізації: Леолійфано (1/1) 44' Штрафні: Леолійфано (3/3) 12', 26', 41' |

| Ōita Stadium, Ойта К-ть глядачів: 36,954 Суддя: Жером Гарсе (Франція) |

| 19 жовтня 2019 19:15 JST (UTC+09) |

| Нова Зеландія | 46–14    | Ірландія                                                            |
| --- | -------- | ------------------------------------------------------------------- |
| Спроби: А. Сміт (2) 14' c, 20' c Б. Баррет 32' Тейлор 48' c Тодд 61' Брідж 73' c Дж. Барретт 79' Реалізації: Мо'унга (4/7) 15', 22', 49', 74' Штрафні: Мо'унга (1/1) 6' | Протокол | Спроби: Геншоу 69' Штрафна спроба 76' Реалізації: Карбері (1/1) 69' |

| Tokyo Stadium, Тьофу Суддя: Найджел Овенс (Уельс) |

| 20 жовтня 2019 16:15 JST (UTC+09) |

| Уельс                                                                                                  | 20–19 | Франція                                                                            |
| --- | ----- | ---------------------------------------------------------------------------------- |
| Спроби: Вейнрайт 12' c Моріарті 74' c Реалізації: Біггар (2/2) 13', 75' Штрафні: Біггар (2/2) 20', 54' |       | Спроби: Ваамаїна 5' m Оллівон 8' c Вакатава 31' c Реалізації: Нтамак (2/3) 9', 32' |

| Ōita Stadium, Ойта Суддя: Яко Пейпер (Південна Африка) |

| 20 жовтня 2019 19:15 JST (UTC+09) |

| Японія                    | 3–26 | ПАР |
| ------------------------- | ---- | --- |
| Штрафні: Тамура (1/1) 20' |      | Спроби: Мапімпі (2) 4' m, 70' m де Клерк 66' c Реалізації: Поллард (1/3) 66' Штрафні: Поллард (3/4) 44', 49', 64' |

| Tokyo Stadium, Тьофу К-ть глядачів: 48 831 Суддя: Вейн Барнс (Англія) |

### Півфінали
| 26 жовтня 2019 17:00 JST (UTC+09) |

| Англія                                                                                   | 19-7 | Нова Зеландія                                     |
| ---------------------------------------------------------------------------------------- | ---- | ------------------------------------------------- |
| Спроби: Туїлагі 2' c Реалізації: Фаррелл (1/1) 3' Штрафні: Форд (4/5) 40', 50', 63', 69' |      | Спроби: Савеа 57' c Реалізації: Мо'унга (1/1) 58' |

| Йокогамський міжнародний стадіон, Йокогама Суддя: Найджел Овенс (Уельс) |

| 27 жовтня 2019 18:00 JST (UTC+09) |

| Уельс                                                                                  | 16-19 | ПАР                                                                                              |
| -------------------------------------------------------------------------------------- | ----- | ------------------------------------------------------------------------------------------------ |
| Спроби: Адамс 65' c Реалізації: Гафпенні (1/1) 66' Штрафні: Біггар (3/3) 18', 39', 46' |       | Спроби: де Алленде 57' c Реалізації: Поллард (1/1) 58' Штрафні: Поллард (4/4) 15', 20', 35', 76' |

| Йокогамський міжнародний стадіон, Йокогама К-ть глядачів: 67 750 Суддя: Жером Гарсе (Франція) |

### Гра за бронзу
| 1 листопада 2019 18:00 JST (UTC+09) |

| Нова Зеландія | 40–17    | Уельс |
| --- | -------- | --- |
| Спроби: Муді 5' р Б. Барретт 13' р Б. Сміт (2) 33' р, 40+1' р Муді 42' р Мо'унга 76' н Реалізації: Мо'унга (5/6) 7', 14', 34', 40+2', 44' | Протокол | Спроби: Амос 19' р Джош Адамс 59' р Реалізації: Петчелл (1/1) 21' Біггар (1/1) 61' Штрафні: Петчелл (1/1) 27' |

| Tokyo Stadium, Тьофу К-ть глядачів: 48 842 Суддя: Вейн Барнз (Англія) |

### Фінал
| 2 листопада 2019 18:00 JST (UTC+09) |

| Англія                                    | 12–32 | ПАР |
| ----------------------------------------- | ----- | --- |
| Штрафні: Фаррелл (4/5) 23', 35', 52', 60' |       | Спроби: Мапімпі 66' р Кольбе 74' р Реалізації: Поллард (2/2) 67', 75' Штрафні: Поллард (6/7) 10', 26', 39', 43', 46', 58' |

| Йокогамський міжнародний стадіон, Йокогама К-ть глядачів: 70,103 Суддя: Жером Гарсе (Франція) |

## Виноски
1. ↑  IRB confirms record RWC bid response. International Rugby Board. 8 травня 2009. Архів оригіналу за 11 травня 2009. Процитовано 9 травня 2009.
2. ↑  England will host 2015 World Cup. BBC Sport. 28 липня 2009. Архів оригіналу за 21 квітня 2020. Процитовано 10 жовтня 2019.
3. 1 2 3  Tournament rules. Rugby World Cup. World Rugby. Архів оригіналу за 28 вересня 2015. Процитовано 1 жовтня 2019.